# Ciśniawa
Ciśniawa – potok, dopływ Bystrzanki. 
Górny bieg nazywa się Ciśniawką. Najwyżej położone źródła znajdują się na południowo-wschodnich zboczach Pasma Policy, na wysokości około 1220 m. Potok spływa w kierunku północno-wschodnim, w końcowym odcinku zakręca na południowy wschód, opływając Plebańską Górę. Uchodzi do Bystrzanki w należącym do Sidziny przysiółku Sołtystwo, na wysokości 492 m. Głównymi dopływami są spływające z Pasma Policy Flakowy Potok i Kamycki Potok (obydwa lewobrzeżne).
Cała zlewnia Ciśniawy znajduje się w obrębie miejscowości Sidzina, a potok jest naturalną granicą oddzielającą Pasmo Policy od Beskidu Orawsko-Podhalańskiego, do którego należy masyw Kiełka i Plebańska Góra, tworzące orograficznie prawe zbocza doliny Ciśniawy.